# Salomon Kalou
Salomon Kalou, född 5 augusti 1985 i Oumé, Elfenbenskusten, är en ivoriansk fotbollsspelare. Han är dubbelfotad och kan skjuta lika bra med båda fötterna.

## Klubbkarriär
Kalou började sin karriär i Excelsior Rotterdam, Feyenoords farmarlag. Han gjorde 15 mål på 11 matcher för klubben. Han blev uppflyttad till Feyenoord och spelade där 2003–2006.
Den 30 maj 2006 värvades han till Chelsea som 19-åring där han spelade fram tills den 1 juli 2012, då klubben via sin hemsida meddelade att Kalou inte får förnyat kontrakt. Han har under sex säsonger i Chelsea-tröjan gjort 60 mål och gjort 107 inhopp. 
Kalou gick därefter på fri transfer till den franska klubben Lille OSC. Den 31 augusti 2014 skrev Kalou ett treårskontrakt med den tyska klubben Herta Berlin, vilket 15 mars 2017 förlängdes till 2019.
I juli 2020 värvades Kalou av brasilianska Botafogo, där han skrev på ett kontrakt till 2021.

## Landslagskarriär
Landslagskarriären har inkluderat deltagande i tre världsmästerskap, sex Afrikanska mästerskap och 2008 års olympiska spel.